# Herluf Trolle (officer)
|  | For andre betydninger, se Herluf Trolle (flertydig) |
Herluf Trolle (1716 på Nakkebølle – 19. december 1770) var en dansk officer.
Han var søn af Børge Trolle til Nakkebølle og Charlotte Amalie Rosenkrantz til Lungholm. Han blev 1729 kadet, 1733 fænrik ved Sønderjyske nationale Regiment, 1737 premierløjtnant og samme år kaptajn, 1747 forsat til Falsterske gevorbne Regiment, 1749 karakteriseret major, 1754 sekondmajor, 1756 premiermajor og karakteriseret oberstløjtnant, 1761 oberst og chef for Fynske nationinale Regiment, 1763 chef for 1. fynske nationale Bataljon, 1764 for Delmenhorsts gevorbne Regiment, 1766 kammerherre og 1769 chef for Danske Livregiment. Han ejede Varbjerg i Brenderup Sogn.
Ca. 1746 ægtede Trolle Anne Trolle von Gersdorff (23./24. september 1723 på Kærsgård - 9. april 1761), datter af Christian Frederik von Gersdorff (1697-1759) og Anne Trolle komtesse Holck (1700-1728).
Han er begravet i Holmens Kirke.